# Wilhelm Friedrich Pohl
Wilhelm Friedrich Pohl (* 27. August 1828 in Plothen; † 19. Mai 1892 ebenda) war ein deutscher Gutsbesitzer und Politiker.

## Leben
Pohl war der Sohn des begüterten Bauern Johann Georg Pohl und dessen Ehefrau Eva Maria geborene Fiedler. Er war evangelisch-lutherischer Konfession und heiratete am 16. April 1850 in Gössitz Marie Elisabeth Müller (* 2. Oktober 1827 in Gössitz; † 27. September 1884 in Plothen), die Tochter des Johann Friedrich Müller aus Gössitz.
Pohl lebte als Gutsbesitzer in Plothen. Er war dort auch Amtsschulze. Vom 18. Dezember 1874 bis zum 25. Februar 1875 und vom 15. bis 21. Dezember 1876 war er jeweils als Vertreter von Friedrich Ferdinand Taut Abgeordneter im Greizer Landtag.